# Храстє-при-Мирній Печі
Храстє-при-Мирній Печі (словен. Hrastje pri Mirni Peči) — поселення в общині Мирна Печ, регіон Південно-Східна Словенія, Словенія.